# Юнацький чемпіонат Європи з футболу (U-17) 2023
Чемпіонат Європи з футболу серед юнаків віком до 17 років 2023 року — двадцятий розіграш турніру (після зміни назви), який пройшов в Угорщині з 17 травня по 2 червня 2023 року. Переможцем вчетверте збірна Німеччини, яка у фіналі у серії післяматчевих пенальті перемогла збірну Франції.

## Кваліфікація
Докладніше:
- Юнацький чемпіонат Європи з футболу (U-17) 2023 (кваліфікаційний раунд)

## Груповий раунд

### Група A
| Поз | Команда  | І | В | Н | П | ГЗ | ГП | РГ | О | Кваліфікація |
| --- | -------- | - | - | - | - | -- | -- | -- | - | ------------ |
| 1   | Польща   | 3 | 2 | 0 | 1 | 10 | 7  | +3 | 6 | Плей-оф      |
| 2   | Ірландія | 3 | 2 | 0 | 1 | 8  | 7  | +1 | 6 | Плей-оф      |
| 3   | Угорщина | 3 | 1 | 0 | 2 | 8  | 9  | −1 | 3 |              |
| 4   | Уельс    | 3 | 1 | 0 | 2 | 3  | 6  | −3 | 3 |              |

| 17 травня 2023 16:30 |

| Польща                                                      | 5:1      | Ірландія   |
| ----------------------------------------------------------- | -------- | ---------- |
| - Скочилас 13', 49' - Шала 44' - Борис 54' - Кондзьолка 65' | Протокол | - Оразі 5' |

| Нандор Хідегкуті, Будапешт Глядачів: 412 Арбітр: Атілла Караоглан |

| 17 травня 2023 20:00 |

| Угорщина                            | 3:0      | Уельс |
| ----------------------------------- | -------- | ----- |
| - Шимон 43' - Сабо 75' - Уматум 81' | Протокол |       |

| Нандор Хідегкуті, Будапешт Глядачів: 3 480 Арбітр: Адам Ладебек |

| 20 травня 2023 16:30 |

| Ірландія                              | 3:0      | Уельс |
| ------------------------------------- | -------- | ----- |
| - Разі 24' - Оразі 34' - Акачукву 61' | Протокол |       |

| Панчо Арена, Фельчут Глядачів: 714 Арбітр: Ельчин Масієв |

| 20 травня 2023 20:00 |

| Угорщина                                | 3:5      | Польща                                                            |
| --------------------------------------- | -------- | ----------------------------------------------------------------- |
| - Варга 55' - Шимон 70' - Мольнар 90+4' | Протокол | - Скочилас 8' - Шнауцнер 34' - Гурас 52' - Томчик 76' - Борис 80' |

| Панчо Арена, Фельчут Глядачів: 2 921 Арбітр: Милош Миланович |

| 23 травня 2023 20:00 |

| Ірландія                         | 4:2      | Угорщина                    |
| -------------------------------- | -------- | --------------------------- |
| - Кегір 5', 61' - Мелія 24', 31' | Протокол | - Грант 10' (аг) - Керн 72' |

| Панчо Арена, Фельчут Глядачів: 2 577 Арбітр: Атілла Караоглан |

| 23 травня 2023 20:00 |

| Уельс                                | 3:0      | Польща |
| ------------------------------------ | -------- | ------ |
| - Б'янкері 82' - І.Морган 89', 90+1' | Протокол |        |

| Арок утцай паля, Будайорш Глядачів: 318 Арбітр: Давід Дікінсон |

### Група B
| Поз | Команда  | І | В | Н | П | ГЗ | ГП | РГ | О | Кваліфікація |
| --- | -------- | - | - | - | - | -- | -- | -- | - | ------------ |
| 1   | Іспанія  | 3 | 2 | 1 | 0 | 6  | 3  | +3 | 7 | Плей-оф      |
| 2   | Сербія   | 3 | 1 | 1 | 1 | 5  | 5  | 0  | 4 | Плей-оф      |
| 3   | Італія   | 3 | 1 | 0 | 2 | 4  | 4  | 0  | 3 |              |
| 4   | Словенія | 3 | 1 | 0 | 2 | 5  | 8  | −3 | 3 |              |

| 18 травня 2023 17:00 |

| Сербія                         | 2:4      | Словенія                                                 |
| ------------------------------ | -------- | -------------------------------------------------------- |
| - Цветкович 66' - Петрович 82' | Протокол | - Пеїчич 4' - Топалович 10' - Якупович 34' - Хрватін 52' |

| Місцевий тренувальний центр, Телькі Глядачів: 308 Арбітр: Джеймі Робінсон |

| 18 травня 2023 20:00 |

| Італія               | 1:2      | Іспанія        |
| -------------------- | -------- | -------------- |
| - Раньйолі Галлі 15' | Протокол | - Гію 53', 75' |

| Арок утцай паля, Будайорш Глядачів: 1 060 Арбітр: Милош Миланович |

| 21 травня 2023 16:30 |

| Іспанія                                   | 3:1      | Словенія        |
| ----------------------------------------- | -------- | --------------- |
| - Гію 28' - Меса 45+1' - Ямаль 50' (пен.) | Протокол | - Топалович 54' |

| Нандор Хідегкуті, Будапешт Глядачів: 917 Арбітр: Міхал Оченаш |

| 21 травня 2023 20:00 |

| Сербія                           | 2:0      | Італія |
| -------------------------------- | -------- | ------ |
| - Максимович 39' - Цветкович 59' | Протокол |        |

| Нандор Хідегкуті, Будапешт Глядачів: 574 Арбітр: Адам Ладебек |

| 24 травня 2023 17:00 |

| Іспанія     | 1:1      | Сербія           |
| ----------- | -------- | ---------------- |
| - Ямаль 78' | Протокол | - Максимович 68' |

| Арок утцай паля, Будайорш Глядачів: 815 Арбітр: Дамян Сильвестжак |

| 24 травня 2023 17:00 |

| Словенія | 0:3      | Італія                            |
| -------- | -------- | --------------------------------- |
|          | Протокол | - Манніні 60', 82' - Де П'єрі 87' |

| Місцевий тренувальний центр, Телькі Глядачів: 181 Арбітр: Ельчин Масієв |

### Група C
| Поз | Команда    | І | В | Н | П | ГЗ | ГП | РГ | О | Кваліфікація |
| --- | ---------- | - | - | - | - | -- | -- | -- | - | ------------ |
| 1   | Німеччина  | 3 | 3 | 0 | 0 | 10 | 1  | +9 | 9 | Плей-оф      |
| 2   | Франція    | 3 | 1 | 1 | 1 | 5  | 5  | 0  | 4 | Плей-оф      |
| 3   | Португалія | 3 | 1 | 1 | 1 | 3  | 6  | −3 | 4 |              |
| 4   | Шотландія  | 3 | 0 | 0 | 3 | 2  | 8  | −6 | 0 |              |

| 17 травня 2023 16:30 |

| Шотландія    | 1:3      | Франція                                 |
| ------------ | -------- | --------------------------------------- |
| - Вілсон 71' | Протокол | - Іссуфу 5' - Гаду 45' - Елліс 75' (аг) |

| Надьєрдеї, Дебрецен Глядачів: 298 Арбітр: Ельчин Масієв |

| 17 травня 2023 20:00 |

| Португалія | 0:4      | Німеччина                                    |
| ---------- | -------- | -------------------------------------------- |
|            | Протокол | - Дарвіх 32' - Кабар 39' - Рамзак 59', 90+4' |

| Надьєрдеї, Дебрецен Глядачів: 409 Арбітр: Дамян Сильвестжак |

| 20 травня 2023 15:00 |

| Португалія            | 2:1      | Шотландія      |
| --------------------- | -------- | -------------- |
| - Томі 3' - Соуза 20' | Протокол | - Конноллі 88' |

| ДЕАК, Дебрецен Глядачів: 575 Арбітр: Давид Шмаяц |

| 20 травня 2023 20:00 |

| Франція     | 1:3      | Німеччина                       |
| ----------- | -------- | ------------------------------- |
| - Сілла 39' | Протокол | - Бруннер 56', 63' - Рамзак 60' |

| Бальмазуйварош Вароші, Балмазуйварош Глядачів: 765 Арбітр: Атілла Караоглан |

| 23 травня 2023 15:00 |

| Франція     | 1:1      | Португалія     |
| ----------- | -------- | -------------- |
| - Гоміс 10' | Протокол | - Патрісіу 41' |

| Бальмазуйварош Вароші, Балмазуйварош Глядачів: 507 Арбітр: Адам Ладебек |

| 23 травня 2023 15:00 |

| Німеччина                                | 3:0      | Шотландія |
| ---------------------------------------- | -------- | --------- |
| - Дарвіх 49' - Дардаї 54' - Ветьєн 90+1' | Протокол |           |

| ДЕАК, Дебрецен Глядачів: 348 Арбітр: Олівер Рейтала |

### Група D
| Поз | Команда    | І | В | Н | П | ГЗ | ГП | РГ | О | Кваліфікація |
| --- | ---------- | - | - | - | - | -- | -- | -- | - | ------------ |
| 1   | Англія     | 3 | 2 | 1 | 0 | 5  | 1  | +4 | 7 | Плей-оф      |
| 2   | Швейцарія  | 3 | 2 | 1 | 0 | 4  | 1  | +3 | 7 | Плей-оф      |
| 3   | Хорватія   | 3 | 0 | 1 | 2 | 2  | 4  | −2 | 1 |              |
| 4   | Нідерланди | 3 | 0 | 1 | 2 | 2  | 7  | −5 | 1 |              |

| 18 травня 2023 15:00 |

| Швейцарія             | 2:0      | Нідерланди |
| --------------------- | -------- | ---------- |
| - Ботелі 49' - Це 54' | Протокол |            |

| ДЕАК, Дебрецен Глядачів: 411 Арбітр: Міхал Оченаш |

| 18 травня 2023 20:00 |

| Хорватія | 0:1      | Англія       |
| -------- | -------- | ------------ |
|          | Протокол | - Нванері 8' |

| Бальмазуйварош Вароші, Балмазуйварош Глядачів: 700 Арбітр: Давид Шмаяц |

| 21 травня 2023 16:30 |

| Хорватія    | 1:2      | Швейцарія                    |
| ----------- | -------- | ---------------------------- |
| - Левак 32' | Протокол | - Джемалія 9' - Акахомен 83' |

| Надьєрдеї, Дебрецен Глядачів: 710 Арбітр: Джеймі Робінсон |

| 21 травня 2023 20:00 |

| Нідерланди   | 1:4      | Англія                                                                |
| ------------ | -------- | --------------------------------------------------------------------- |
| - Гартог 71' | Протокол | - Льюїс-Скеллі 7' - Дада-Масколл 80', 90+3' (пен.) - Обоавводуо 90+4' |

| Надьєрдеї, Дебрецен Глядачів: 611 Арбітр: Дамян Сильвестжак |

| 24 травня 2023 15:00 |

| Нідерланди | 1:1      | Хорватія     |
| ---------- | -------- | ------------ |
| - Бал 53'  | Протокол | - Пульїч 66' |

| Бальмазуйварош Вароші, Балмазуйварош Глядачів: 458 Арбітр: Радослав Гідженов |

| 24 травня 2023 15:00 |

| Англія | 0:0      | Швейцарія |
| ------ | -------- | --------- |
|        | Протокол |           |

| ДЕАК, Дебрецен Глядачів: 427 Арбітр: Лотар Д'Гондт |

## Плей-оф

### Чвертьфінали
Переможці пройшли до півфіналів та кваліфікувались на Юнацький чемпіонат світу з футболу 2023, а двоє невдах із кращими показниками пройшли до плей-оф за вихід на Юнацький чемпіонат світу з футболу 2023.
| 27 травня 2023 15:00 |

| Польща                                                     | 3:2      | Сербія                       |
| ---------------------------------------------------------- | -------- | ---------------------------- |
| - Кжижановський 4' - Міколаєвський 62' (пен.) - Рейчик 89' | Протокол | - Вукоєвич 51' - Суботич 70' |

| Місцевий тренувальний центр, Телькі Глядачів: 288 Арбітр: Ельчин Масієв |

| 27 травня 2023 15:00 |

| Німеччина                          | 1:1      | Швейцарія                                   |
| ---------------------------------- | -------- | ------------------------------------------- |
| - Бруннер 49'                      | Протокол | - Ботелі 16' (пен.)                         |
|                                    | Пенальті |                                             |
| - Рамзак - Осаве - Дардаї - Ветьєн | 3:2      | - Паренте - Фазано - Грандо - Сміт - Ботелі |

| ДЕАК, Дебрецен Глядачів: 243 Арбітр: Джеймі Робінсон |

| 27 травня 2023 20:00 |

| Іспанія                              | 3:0      | Ірландія |
| ------------------------------------ | -------- | -------- |
| - Гранадос 22' - Гію 69' - Ямаль 72' | Протокол |          |

| Нандор Хідегкуті, Будапешт Глядачів: 893 Арбітр: Милош Миланович |

| 27 травня 2023 20:00 |

| Англія | 0:1      | Франція             |
| ------ | -------- | ------------------- |
|        | Протокол | - Ламбур 89' (пен.) |

| Бальмазуйварош Вароші, Балмазуйварош Глядачів: 411 Арбітр: Атілла Караоглан |

### Плей-оф за вихід наЮнацький чемпіонат світу з футболу 2023
Переможці кваліфікувались на Юнацький чемпіонат світу з футболу 2023.
| 30 травня 2023 15:00 |

| Англія                                           | 4:2      | Швейцарія                      |
| ------------------------------------------------ | -------- | ------------------------------ |
| - Грей 17' - Лавлейс 67' - Голдінг 68' - Янг 76' | Протокол | - Руфенер 45+1' - Джемалія 52' |

| Арок утцай паля, Будайорш Глядачів: 138 Арбітр: Дамян Сильвестжак |

### Півфінали
| 30 травня 2023 16:30 |

| Польща                                         | 3:5      | Німеччина                                                              |
| ---------------------------------------------- | -------- | ---------------------------------------------------------------------- |
| - Міколаєвський 7' - Борис 31' - Вольський 68' | Протокол | - Мерштедт 22' - Бруннер 57' - Еррманн 65' - Уедраого 79' - Рамзак 83' |

| Панчо Арена, Фельчут Глядачів: 627 Арбітр: Міхал Оченаш |

| 30 травня 2023 20:00 |

| Іспанія     | 1:3      | Франція                                 |
| ----------- | -------- | --------------------------------------- |
| - Ямаль 69' | Протокол | - Ламбур 73' - Іссуфу 80' - Гоміс 90+1' |

| Панчо Арена, Фельчут Глядачів: 879 Арбітр: Адам Ладебек |

### Фінал
| 2 червня 2023 20:00 |

| Німеччина                                                | 0:0      | Франція                                                 |
| -------------------------------------------------------- | -------- | ------------------------------------------------------- |
|                                                          | Протокол |                                                         |
|                                                          | Пенальті |                                                         |
| - Дарвіх - Еррманн - Дардаї - Булут - Бруннер - Уедраого | 5:4      | - Каї Санда - Ламбур - Тінкрес - Сангі - Сілла - Буабре |

| Нандор Хідегкуті, Будапешт Глядачів: 4 017 Арбітр: Атілла Караоглан |